# География Мьянмы

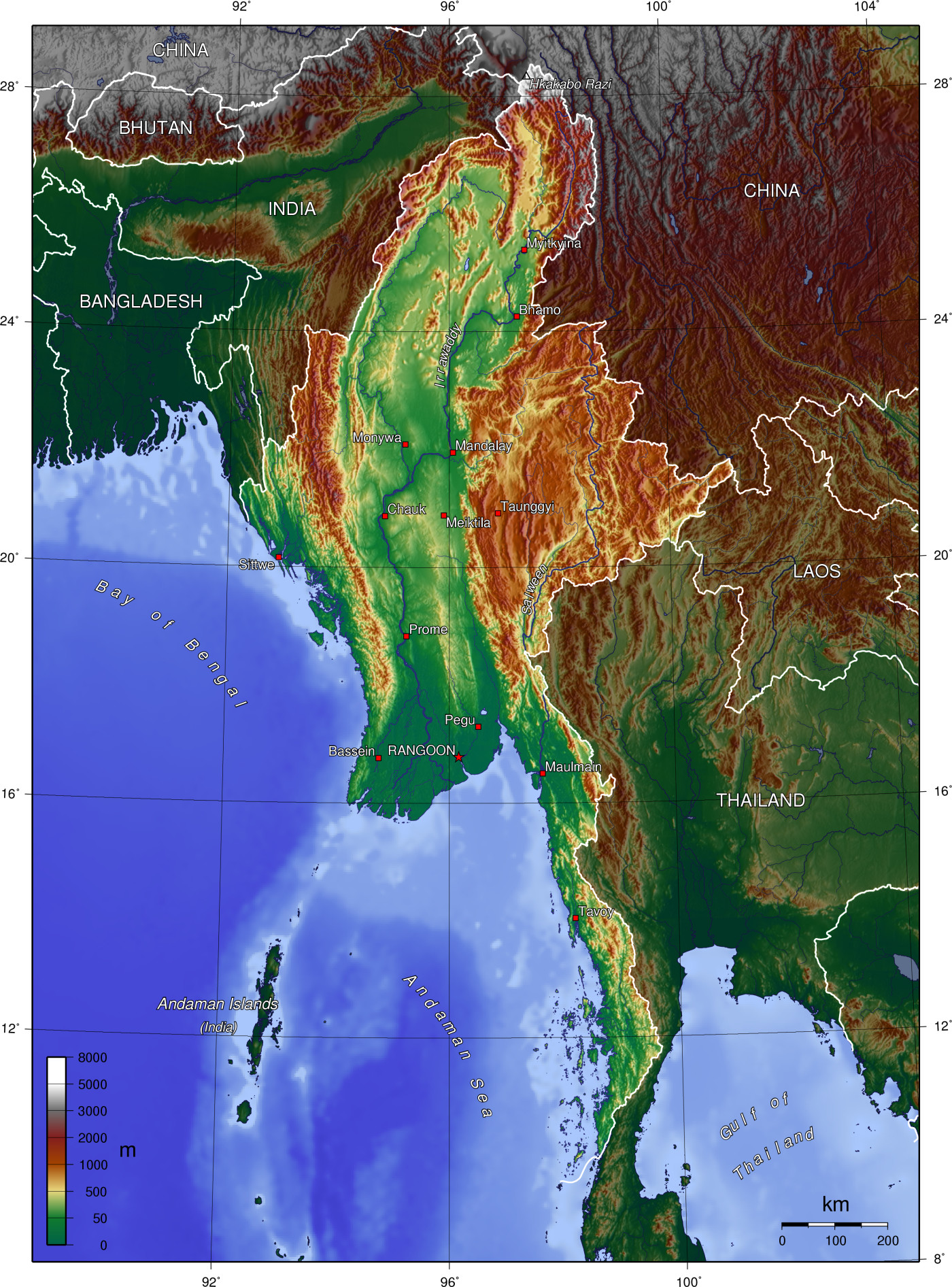
Карта Мьянмы

Мьянма расположена в Юго-Восточной Азии. Мьянма граничит с Индией (1463 км) и Бангладеш (193 км) на западе, Китаем (2185 км) на северо-востоке, с Лаосом (235 км) на востоке и Таиландом (1800 км) на юго-востоке. С юга и юго-запада её берега омываются водами Бенгальского залива и залива Моутама (Мартабан), а также Андаманского моря. Площадь страны, включая прилегающие острова, составляет 678 тыс. км², длина 
береговой линии — 1930 км. Это преимущественно горная страна.

## Административное деление

Административное деление Мьянмы

По конституции 1974 г. Мьянма является унитарным государством. Страна разделена на 7 административных областей (тайинг) и 7 штатов (пуй-не).
Области и штаты делятся на районы (мьонэ), которые состоят из городов (мьо) и сельских волостей (подрайонов), объединяющих городские кварталы (яквэ) и группы деревень (чейюа).

### Гидрология
Основные реки берут начало в горах. Максимум речного стока приходится на сезон муссонных дождей, в этот период часто происходят наводнения, в остальное время многие реки мелеют и пересыхают. Прибрежные низменности заболочены, в результате чего морские приливы ощущаются порой на расстоянии 100 км и более от берега.
Крупнейшими реками Мьянмы являются Иравади, Меконг, Салуин, Ситаун и Чиндуин. Озёр не много, крупнейшее из них — озеро Инле на Шанском нагорье.